# بريت ماكدونالد
بريت ماكدونالد هو لاعب هوكي الجليد كندي، ولد في 5 يناير 1966 في تشاتام كينت في كندا.

## وصلات خارجية
- بريت ماكدونالد على موقع دوري الهوكي الوطني (الإنجليزية)
- بريت ماكدونالد على موقع EliteProspects.com (الإنجليزية)
- بريت ماكدونالد على موقع HockeyDB.com (الإنجليزية)
- بريت ماكدونالد على موقع Hockey-Reference.com (الإنجليزية)